# Дермогены
Дермогены (лат. Dermogenys) — род лучепёрых рыб из семейства Zenarchopteridae. Широко распространены в пресных и солоноватых водах Южной и Юго-Восточной Азии от Индии до Филиппин и Больших Зондских островов. Максимальная длина тела представителей разных видов варьируется от 4,5 до 16,1 см. Самцы, как правило, окрашены более ярко по сравнению с самками. Хорошо известны своей агрессивностью по отношению друг к другу. Бойцовый полурыл (D. pusilla) широко используется в Азии в качестве бойцовых рыбок, на которых делаются ставки.

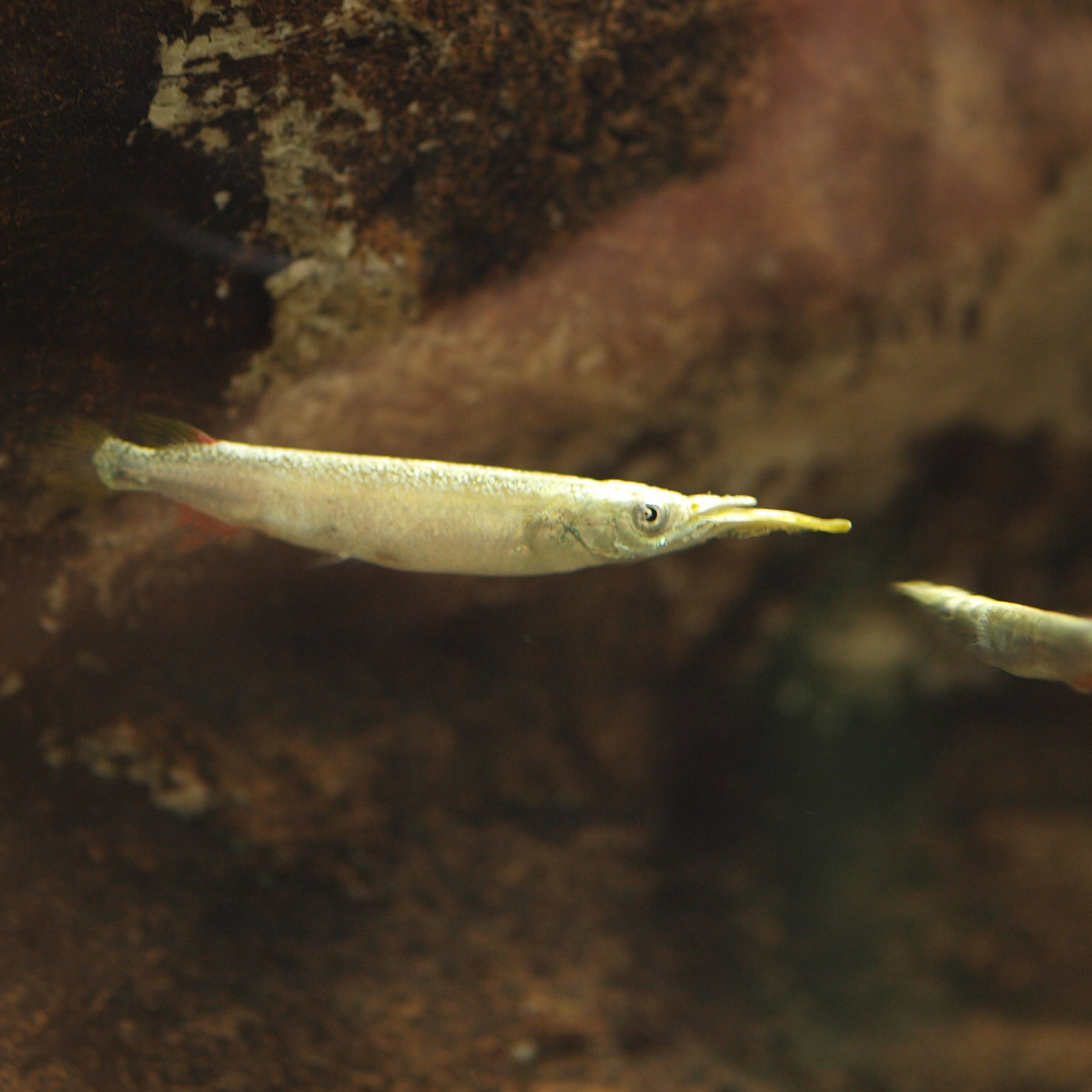
Dermogenys pusilla

## Описание
Тело удлинённое, покрытое циклоидной чешуёй. Нижняя челюсть удлинённая; её длина укладывается 4,5—16,3 раза в стандартную длину тела. На обеих челюстях зубы конической формы расположены в 2 ряда. Ширина верхней челюсти меньше её длины. Сосочек на рыле удлинённый; его окончание заходит за маленькую носовую ямку. Спинной и анальный плавники сдвинуты к хвостовому плавнику. Брюшные плавники расположены в задней части тела на брюхе. В спинном плавнике 8—11 мягких лучей. В высоко посаженных грудных плавниках 9—12 мягких лучей; их заострённые окончания не доходят до оснований брюшных плавников. В брюшных плавниках 6 мягких лучей. В анальном плавнике 14—17 мягких лучей; у самцов первые 1—7 лучей модифицированы в андроподий. Хвостовой плавник закруглённый или усечённый. Лопасти чётко не выражены; в верхней части плавника 7 основных лучей, а в нижней — 8 лучей. Позвонков 38—44, из них 21—27 туловищных и 15—20 хвостовых.

## Биология
Дермогены питаются водными личинками насекомых и имаго, которые упали на поверхность воды. Активно потребляют комаров, личинок и икру комаров, и поэтому играют определенную роль в борьбе с малярией.
Все представители рода являются рыбами с внутренним оплодотворением. Самцы оплодотворяют самок с помощью видоизменённого анального плавника (так называемого андроподия), сходного с гоноподием у некоторых карпозубообразных. По типу размножения представлены яйцеживородящие и живородящие рыбы с различными типами связи эмбриона с организмом матери. Одновременно развиваются всего около 10—30 эмбрионов. При рождении мальки довольно крупные (длиной около 1 см).

## Классификация
В составе рода выделяют 12 видов:
- Dermogenys bispina A. D. Meisner & Collette, 1998
- Dermogenys brachynotopterus (Bleeker, 1853)
- Dermogenys bruneiensis Meisner, 2001
- Dermogenys burmanica Mukerji, 1935
- Dermogenys collettei Meisner, 2001
- Dermogenys orientalis (Weber, 1894)
- Dermogenys palawanensis Meisner, 2001
- Dermogenys pusilla Kuhl & van Hasselt, 1823 — Бойцовый полурыл, или обыкновенный дермоген
- Dermogenys robertsi Meisner, 2001
- Dermogenys siamensis Fowler, 1934
- Dermogenys sumatrana (Bleeker, 1854) — Суматранский полурыл
- Dermogenys vogti Brembach, 1982